# VIVA-wereldkampioenschap voetbal 2012
Het VIVA wereldkampioenschap voetbal 2012 is van 4 juni tot 9 juni 2012 gehouden in de Koerdische Autonome Regio in het noorden van Irak. De NF-Board organiseerde het toernooi in samenwerking met de KFA voor landenteams die geen lid kunnen worden van de FIFA en/of geen erkend land zijn. Het was de 5e editie van het wereldkampioenschap voetbal en de eerste editie die op het Aziatische continent werd georganiseerd. De televisiezender Al Iraqiya verkreeg de exclusieve rechten voor de uitzending van het voetbaltoernooi.
Het toernooi werd gewonnen door Koerdistan, dat Noord-Cyprus in de finale met 2-1 versloeg en zo als gastland voor de eerste keer de wereldtitel behaalde.

## Deelnemende landen
| Europa                                         | Azië                       | Afrika                                  |
| ---------------------------------------------- | -------------------------- | --------------------------------------- |
| - Noord-Cyprus - Occitanië - Provence - Raetia | - Koerdistan - Tamil Eelam | - Darfur - Westelijke Sahara - Zanzibar |

## Speelsteden
| Stadion               | Plaats       | Capaciteit      |
| --------------------- | ------------ | --------------- |
| Franso Hariri Stadion | Arbil        | 40.000 plaatsen |
| Duhok Stadion         | Duhok        | 20.000 plaatsen |
| Sulaymaniyah Stadion  | Sulaymaniyah | 15.000 plaatsen |
| Brayati Stadion       | Arbil        | onbekend        |
| Ararat Stadion        | Tikrit       | onbekend        |

## Eerste ronde

### Groep A
| Team              | Pts | Pld | W | D | L | GF | GA | GD  |
| ----------------- | --- | --- | - | - | - | -- | -- | --- |
| Koerdistan        | 6   | 2   | 2 | 0 | 0 | 7  | 0  | +7  |
| Occitanië         | 3   | 2   | 1 | 0 | 1 | 6  | 3  | +3  |
| Westelijke Sahara | 0   | 2   | 0 | 0 | 2 | 2  | 12 | -10 |

### Groep B
| Team        | Pts | Pld | W | D | L | GF | GA | GD |
| ----------- | --- | --- | - | - | - | -- | -- | -- |
| Zanzibar    | 6   | 2   | 2 | 0 | 0 | 9  | 0  | +9 |
| Raetia      | 3   | 2   | 1 | 0 | 1 | 1  | 6  | -5 |
| Tamil Eelam | 0   | 2   | 0 | 0 | 2 | 0  | -4 | -4 |

### Groep C
| Team         | Pts | Pld | W | D | L | GF | GA | GD  |
| ------------ | --- | --- | - | - | - | -- | -- | --- |
| Provence     | 6   | 2   | 2 | 0 | 0 | 20 | 1  | +19 |
| Noord-Cyprus | 3   | 2   | 1 | 0 | 1 | 16 | 2  | +14 |
| Darfur       | 0   | 2   | 0 | 0 | 2 | 0  | 33 | -33 |

* Noord-Cyprus plaatst zich voor de knock-outfase als de beste nummer 2.

## Knock-outfase

### Halve Finales
|                        |                |           |            |                                           |
| 8 juni 2012 18:30u AST | Koerdistan     | 2-1       | Provence   | Duhok Stadion, Duhok Toeschouwers: 12,500 |
| 8 juni 2012 18:30u AST | Ismael 2', 59' | (verslag) | Zenafi 36' | Duhok Stadion, Duhok Toeschouwers: 12,500 |

|                        |          |           |                                   |                      |
| 8 juni 2012 20:15u AST | Zanzibar | 0–2       | Noord-Cyprus                      | Duhok Stadion, Duhok |
| 8 juni 2012 20:15u AST |          | (verslag) | Yaşinses 58' Kayalilar 69' (pen.) | Duhok Stadion, Duhok |

### 3e/4e Plaats
|                        |                    |     |                                                      |                              |
| 9 juni 2012 16:30u AST | Provence           | 2–7 | Zanzibar                                             | Franso Hariri Stadion, Arbil |
| 9 juni 2012 16:30u AST | Taba 44' Copel 57' |     | Suleiman 22', 23', 71' Mcha 35', 68', 90' Kassim 58' | Franso Hariri Stadion, Arbil |

### Finale
|                        |                        |           |              |                                                   |
| 9 juni 2012 19:00u AST | Koerdistan             | 2-1       | Noord-Cyprus | Franso Hariri Stadion, Arbil Toeschouwers: 22.000 |
| 9 juni 2012 19:00u AST | Halgurd 9' Siamand 32' | (verslag) | Mohamed 42'  | Franso Hariri Stadion, Arbil Toeschouwers: 22.000 |

| 2012 Wereldkampioen     |
| ----------------------- |
| KOERDISTAN Eerste titel |

## Topscorers
| 7 doelpunten - Yussuf Makame Juma 6 doelpunten - Christophe Copel - Halil Turan 5 doelpunten - Brahim Zenafi - Yanis Abbes 4 doelpunten - Ibrahim Çidamli |  | 3 doelpunten - Awadh Juma Issa - Brice Martinez - Jarjis Amad Ismaeel - Mickaël Bertini - Salha Ahmed Budah - Salih Guvensoy - Suleiman Kassim Sadallah |